# Esteban Salinas
Esteban Joaquín Salinas Muñoz, más conocido como Esteban Joaquín Salinas (Viña del Mar, 18 de enero de 1992), es un jugador de balonmano chileno que juega de pívot en el Bidasoa Irún. Es internacional con la selección de balonmano de Chile. Es hermano del también balonmanista Rodrigo Salinas.

## Palmarés internacional
| Juegos Panamericanos                      | Juegos Panamericanos | Juegos Panamericanos | Juegos Panamericanos |
| Año                                       | Lugar                | Medalla              |                      |
| ----------------------------------------- | -------------------- | -------------------- | -------------------- |
| 2011                                      | Guadalajara          | Medalla de bronce    |                      |
| 2015                                      | Toronto              | Medalla de bronce    |                      |
| 2019                                      | Lima                 | Medalla de plata     |                      |
| 2023                                      | Santiago de Chile    | Medalla de bronce    |                      |
| Campeonato Panamericano                   |                      |                      |                      |
| Año                                       | Lugar                | Medalla              |                      |
| 2016                                      | Argentina            | Medalla de plata     |                      |
| 2018                                      | Groenlandia          | Medalla de bronce    |                      |
| Campeonato Sudamericano y Centroamericano |                      |                      |                      |
| Año                                       | Lugar                | Medalla              |                      |
| 2022                                      | Brasil               | Medalla de bronce    |                      |
| 2024                                      | Buenos Aires         | Medalla de bronce    |                      |
| Juegos Suramericanos                      |                      |                      |                      |
| Año                                       | Lugar                | Medalla              |                      |
| 2018                                      | Cochabamba           | Medalla de bronce    |                      |
| 2022                                      | Asunción             | Medalla de plata     |                      |

## Clubes
- BM Zamora (2014-2015)
- BM Benidorm (2015-2018)[2]
- Bidasoa Irún (2018-2020)
- Club Balonmano Granollers (2020-2023)[3]
- Bidasoa Irún (2023- )[4]